# Mycomya ultima
Mycomya ultima är en tvåvingeart som beskrevs av Vaisanen 1984. Mycomya ultima ingår i släktet Mycomya och familjen svampmyggor.
Artens utbredningsområde är Northwest Territories, Kanada. Inga underarter finns listade i Catalogue of Life.